# Аймон Савойски-Аоста (1900 – 1948)
Вижте пояснителната страница за други личности с името Аймон Савойски.
Аймон Савойски-Аоста, с пълно име Аймон Роберт Маргарита Мария Йосиф Торино Савойски-Аоста (на италиански: Aimone Roberto Margherita Maria Giuseppe Torino di Savoia-Aosta, Аймоне Роберто Маргерита Мария Джузепе Торино ди Савоя, дука ди Аоста; * 9 март 1900, Торино, Кралство Италия; † 29 януари 1948, Буенос Айрес, Аржентина), е херцог на Аоста, херцог на Сполето, италиански офицер от Реджа Марина, адмирал, представител на Савоя-Аоста – кадетски клон на Савойската династия.
Наследява титлата „Херцог на Аоста“ от брат си принц Амадей, който умира като военен затворник в Найроби.
От 18 май 1941 до 31 юли 1943 г. е избран за крал на Независимата хърватска държава, въпреки че никога не управлява там. След като официално приема позицията, променя името си на Томислав II. По-късно обаче отказва да упражнява длъжността си в знак на протест срещу италианската окупация на Далмация. След края на управлението на Мусолини абдикира от трона на 31 юли 1943 г. по нареждане на Виктор Емануил III. След падането на монархията заминава за Аржентина, където умира.

## Произход
Той е син на Емануил Филиберт Савойски-Аоста (* 1869, † 1931), 2-ри херцог на Аоста, генерал, маршал на Италия, и на съпругата му Елена Орлеанска (* 1871, † 1951). Негови баба и дядо по бащина линия са Амадей I Савойски-Аоста, херцог на Аоста и единствен крал на Испания (1870 – 1873) от Савойската династия, и съпругата му Мария Витория дал Поцо дела Чистерна, а по майчина – принц Луи-Филип Орлеански, граф на Париж, и Мария-Изабела Орлеанска. Има един брат:
- Амадей, наречен „Железният херцог“ и „Героят от Амба Алаге“ (* 1898, † 1942]), трети херцог на Аоста, генерал, авиатор, вицекрал на Етиопия (1937 – 1941), съпруг на френската принцеса Анна Орлеанска.

## Биография

### Начални години и Кралски флот
Аймон е роден в северноиталианския град Торино през 1900 г. На 22 септември 1904 г. получава титлата „херцог на Сполето“.
На 27 април 1916 г. завършва Военноморската академия на Ливорно с чин „гардемарин“. Става старши лейтенант на следващата година. От 1916 г. се качва на линейните кораби Данте Алигиери, Андреа Дория и на разрушителя Винченцо Джордано Орсини.
Нает като пилот от март 1918 г., той е назначен на остров Сант Андреа (Венеция) в 251-ва ескадрила хидроплани, оборудвани с хидроплан Macchi L.3 в последните месеци на Първата световна война. От 14 юни става неин командир и получава боен кръст, сребърен медал за бойна доблест и два бронзови медала. Веднага след войната, на 10 ноември 1918 г., получава чин „флотен лейтенант“.
През 1920 – 1921 г. е на боен кораб Рим, ангажиран в Южна Америка, а през 1922 – 1923 г. е на кораба Себастиано Кабото, ангажиран в Китай.
От 9 ноември 1925 г. става капитан на корвета и от 1926 до 1928 г. командва разрушителя Куинтино Села. На 19 юли 1929 г. става капитан на фрегата.
- Аймон с брат си и родителите си
- На борда на „Данте Алигиери“

### Експедиция в Каракорум
Същата година (1929) заедно с Ардито Дезио организира финансирана от Община Милано научна експедиция в чест на победата във войната. Целта му реално е обаче да достигне планината Каракорум. Екипът му изминава маршрут, който впоследствие става обичаен за много италиански пътешественици. Чичото на Аймон – Лудвиг Амадей Савойски-Аоста през 1909 г. ръководи експедиция до ледника Балторо, като също така се опитва да покори К2, но неуспешно. Аймон решава да последва стъпките му и през 1926 г. подготовката за експедицията започва по инициатива на Италианския алпинистки клуб и на Италианското кралско географско дружество. Първоначалният план е да се изкачи К2 или някой друг от главните върхове на Каракорум. Тази идея обаче е изоставена поради логистични проблеми и катастрофата с дирижабъла Италия на Северния полюс, която предизвиква полемика. Впоследствие, през 1932 г., за неговата работа му е присъдена наградата от Кралското географско дружество – Златен медал на патрона. Остава научната мисия, чиято цел е да се проведе програма за астрономически и геофизически наблюдения, да се съберат ботанически и зооложки образци и да се проведат много геоложки изследвания. Последната задача е поета от младия Ардито Дезио, който е в началото на своята кариера на пътешественик и учен. Експедицията остава на Каракорум почти четири месеца и изработва детайлни карти на района.
След завръщането си Аймон е назначен в генералния щаб на специалната дивизия на адмирал Салваторе Денти Амари ди Пираньо през 1930 – 1931 г. и в същото време сътрудничи при публикуването на резултатите.

### След експедицията в Каракорум
По-късно Аймон командва разрушителя Бетино Риказоли и 4-та ескадрила през 1932 – 1933 г. Впоследствие се концентрира върху научните изследвания, след което, през февруари 1933 г., е преместен във военното командване на о-ви Бриони и от 1 март 1934 г. става капитан на кораб.
На 24 декември 1935 г. пристига в Масауа и поема командването на торпедните катери в Червено море. От 1935 до 1936 г. командва разрушителя Пантера – щаб на командването на Лековъоръжената група, в Италианска Източна Африка.
Контраадмирал от 8 ноември 1936 г., той е платцкомандир на Пула от 1937 до 1938 г. От октомври 1938 г. до ноември 1939 г. е повишен в дивизионен адмирал (старши на 30 декември 1938 г.), командва 4-та военноморска дивизия, а от 14 ноември 1939 г. е произведен в ескадрилен адмирал.
През 1936 г. изобретява експлозивните катери MTM – десантни превозни средства, които ще бъдат използвани от командосите на въоръжените торпедни катери.
От март 1940 до май 1941 г. Аймон става главнокомандващ на морския департамент на Горно Тиренско море, базиран в Специя.
След влизането на Италия във Втората световна война през февруари 1942 г. е назначен за командващ на Генералния инспекторат на флотилиите на MAS (Generalmas), базиран първо в Ливорно, а след това в Леричи, до 8 септември 1943 г.

### Брак
На 1 юли 1939 г. в Санта Мария дел Фиоре във Флоренция се жени за за гръцката принцеса Ирина, дъщеря на крал Константинос I и кралица София. От този брак се ражда само един син, Амадей, роден във Флоренция на 27 септември 1943 г.

### Крал на Хърватия
Идеята за италианец на престола на Независима Хърватия се ражда на 9 март 1939 г., когато Галеацо Чано приема Джузепе дьо Бомбел – таен агент в служба на Анте Павелич. След като се оплаква от жалкото състояние, в което сърбите държат хърватите в Кралство Югославия на Караджорджевич, дьо Бомбел предлага автономно кралство с италиански принц или в лична уния с краля на Италия.
Междувременно се заговорва и за предложения и споразумения между висши унгарски и италиански политически лидери, така че Амадей, братът на Аймон, да бъде коронясан с короната на свети Стефан, която остава вакантна след поражението на Хабсбургите в края на Първата световна война (регент е адмирал Миклош Хорти; смъртта на Амадей през 1942 г. обаче кара плана за поставяне на Савоец на трона на Будапеща да се провали).
Междувременно външният министър Чано изготвя доклад от шест точки относно плановете за Хърватия:
- Италия финансира хърватското движение за независимост с 20 млн. динара
- Това движение се задължава да подготви революцията в рамките на четири или пет месеца
- Той незабавно ще призове италианските войски, за да осигурят реда и мира
- Хърватия ще се провъзгласи за независима държава във федерация с Рим
- Италия ще може да държи въоръжени сили в Хърватия и да има там генерал-лейтенант, както в Албания
- След известно време ще бъде решено за възможността за лична уния на италианската и хърватската корона.

На 26 март 1941 г. Кралство Югославия се присъединява към Тристранния пакт, като на практика се превръща в нация, приятелска (и следователно неподлежаща на нападение) на Италия, но на следващия ден генерал Душан Симович извършва държавен преврат в Белград и напълно преобръща ситуацията: той се отказва от съюза с Италия и Германия, създава благоприятно за англо-американците правителство и обявява крал Петър II Караджорджевич – суверен, подкрепян от британците, за пълнолетен. В отговор на 6 април 1941 германските военновъздушни сили извършват много тежка бомбардировка на Белград, последвана от нахлуването в Кралство Югославия, чийто крах и разчленяване са незабавни. Крал Петър II и правителството са принудени да напуснат страната, създавайки правителство в изгнание в Лондон. Независимостта на Хърватия е провъзгласена на 10 април 1941 г. Новата държава обаче не е нищо повече от марионетна държава, контролирана от Германо-италианската ос, която включва големи части от Хърватия и Босна и Херцеговина.
Понеже на Независима Хърватия липсва собствена династия, тъй като древното Кралство Хърватия е включено в Кралство Унгария от 1097 г. и впоследствие е включено в Австро-Унгарската империя, Анте Павелич, лидер на Усташите и ръководител на правителството на новата Независимата хърватска държава пътува до Италия, за да предложи официално короната на държавен глава на принц от Савойския дом.
Виктор Емануил III е изненадан, тъй като предложението за короната на Хърватия е общо и според Павелич би трябвало да определи кой е трябвало да я носи. По това време има няколко принцове от Савойския дом: очевидно с изключение на престолонаследника принц Умберто остават всички членове на кадетските клонове Савоя-Аоста и Савоя-Генуа. Сред Савоя-Аоста е отхвърлен графът на Торино Виктор Емануил, ерген и вече твърде стар, а сред Савоя-Генуа – херцог Фердинанд, по същите причини.
Остават Аймон и Филиберт Савойки-Генузки, херцог на Пистоя, и Виктор Емануил III избира Аймон. Освен това според дневниците на Галеацо Чано, това му назначение представлява истинско тегло за Аймон, който трябва да напусне Реджа Марина, истинската му страст, тъй като тази служба не може да се съчетае с новата му функция.
На 18 май 1941 г., след като твърдо отхвърля името „Звонимир II“, което изобщо не му харесва, Аймон приема името „Томислав II“ и е определен за крал на Независимата държава Хърватия. Той остава в Италия и създава „служба по хърватските въпроси" в студиото си във Флоренция, за да опознае страната, над която трябва да царува.
Новините, пристигнали от различни източници (италианско посолство в Загреб, тайните служби, поверителните доклади и доверените информатори), описват Независимата държава Хърватия като незавършена реалност не само на институционално ниво, но и на социално и културно, и описват ситуацията като ужасяващо вътрешно състояние, характеризиращо се с непрекъснати преследвания и кланета от усташите на Анте Павелич, започнали истинско етническо прочистване срещу националните малцинства (сърби), политическите опоненти (комунисти) и религиозните малцинства (православни, евреи и мюсюлмани).
Поради тези причини и факта, че Павелич възнамерява да използва Томислав II като марионетен крал, Аймон никога не завладява трона на Загреб и е само титулярен владетел. Той никога не отива в Хърватия и официално абдикира на 12 октомври 1943 г. след италианското примирие на 8 септември.

### Опит за мир със Съюзническите сили
Междувременно проучванията, извършени от Аймон относно възможността за отделен мир със Съюзниците за прекъсване на съюза с Нацистка Германия, датират от 1942 г. През пролетта на същата година Аймон приема Алесандро Мариени – италианския вицеконсул в Женева. Пред него той изразява идеята, че Италия трябва да излезе от войната чрез преговори с англо-американците. Мариени се ангажира да информира Аймон за всяко развитие. В Женева Мариени влиза в контакт с Виктор Фарел – английски полковник, действащ под прикритието на консул на Великобритания. Чрез него преговорите са детайлизирани и са информирани също американците и руснаците.
На 18 декември 1942 г. британският външен министър Антъни Идън официално информира американския и руския посланик в Лондон, че Аймон е готов, в замяна на определени гаранции, да оглави бунт, за да свали Бенито Мусолини. Гаранциите, поискани от Аймон, са подкрепата от Британските военновъздушни сили, договореното десантиране на англо-американските войски, никаква молба за доставка на италианския флот и запазване на монархията в Италия. Преговорите обаче продължават по-дълго от очакваното, почти до прага на 25 юли 1943 г. (падането на фашизма в Италия), без изобщо да стигнат до резултат, тъй като британското правителство не желае да поеме точни ангажименти.

### Аймон и Втората световна война
Аймон става херцог на Аоста на 3 март 1942 г. след смъртта на брат си Амадей в британски затворнически лагер в Найроби, Кения.
През септември 1943 г., адмирал на Реджа Марина, той следва Виктор Емануил III до Бриндизи на торпедния кораб „Индомито“, губейки връзка със съпругата си, която няколко дни по-късно ражда единствения им син Амадей.
През последните месеци на Втората световна война Аймон, с Южното кралство, е командир на военноморската база в Таранто и на Генералния инспекторат MAS (Mariassalto), и получава ранг на ескадрилен адмирал.

### Изгнание и смърт
Освободен от военно командване поради политически инцидент по време на крал Умберто II, той отива в чужбина след падането на монархията през 1946 г. Умира през 1948 г. в Буенос Айрес от инфаркт на миокарда на 47-годишна възраст. Тялото му е върнато обратно в Италия по искане на сина му Амадей. Първоначално погребан в Арецо, Аймон по-късно окончателно е преместен заедно със съпругата си Ирина (която почива през април 1974 г.) в Кралската крипта на базиликата Суперга в Торино.

## Брак и потомство
∞ 1 юли 1939 в Санта Мария дел Фиоре, Флоренция за Ирина Гръцка (* 13 февруари 1904, Атина, Кралство Гърция; † 15 април 1974, Фиезоле, Италия), принцеса на Гърция и на Дания, дъщеря на краля на Гърция Константинос I и на съпругата му София Хоенцолерн, от която има един син:
- Амадей Савойски-Аоста (* 27 септември 1943, Флоренция, Кралство Италия; † 1 юни 2021, Арецо, Италия), предприемач, с куртоазните титли херцог на Аоста, принц на Чистерна и Белригуардо, маркграф на Вогера и граф на Пондерано; ∞ 1. 22 юли 1964 в Синтра за Клавдия Орлеанска (* 11 декември 1943, Лараш), френска принцеса, от която има един син и две дъщери, развод 2. 30 март 1987 в Багерия за Силвия Патерно Вентимиля ди Спедалото (* 31 декември 1953, Палермо), от която няма деца. Има и една извънбрачна дъщеря, припозната.